# Dan Gerson
Daniel "Dan" Robert Gerson, född 1 augusti 1966 i New York, död 6 februari 2016 i Los Angeles i Kalifornien (hjärntumör), var en amerikansk manusförfattare och röstskådespelare som var mest känd för att arbeta på både Pixar Animation Studios och Walt Disney Animation Studios. Han har bland annat varit delaktig i manusarbetet i filmerna Monsters, Inc., Monsters University och Big Hero 6, varav den sistnämnda filmen kom att bli hans sista film som manusförfattare. 
Gerson bidrog med en hel del material till filmerna Lilla kycklingen, Bilar, Familjen Robinson, Upp, Insidan ut och Zootropolis samt även till TV-serierna Missguided Angels, Big Wolf on Campus och Something So Right. Big Hero 6 vann även en Oscar för bästa animerade film och blev därtill den mest inkomstbringande filmen under 2014. Utöver det här vann han dessutom en BAFTA Award.